# Куртамиш (місто)
Куртами́ш (рос. Куртамыш) — місто, центр Куртамиського округу Курганської області, Росія.
Населення — 16401 особа (2021, 17099 у 2010, 17816 у 2002).